# Balles Lærebog
Balles Lærebog er en populære betegnelse for en udgave af Luthers Lille Katekismus med forklaringer, som biskop Nicolai Edinger Balle (1744-1816) udgav i 1791 med titlen Lærebog i den evangelisk christelige Religion til brug for alle skoler i Danmark til afløsning for Pontoppidans Forklaring af Erik Pontoppidan den yngre. I 1849 blev den delvist afløst af biskop Balslevs (1805-1895) Luthers Katekismus med en kort Forklaring; men de to var indtil 1856 de eneste autoriserede til anvendelse i skolen.
Brugen af Balles Lærebog vakte en del modstand, hvor det særligt blandt De Stærke Jyder mellem Horsens og Vejle, hvor der var tale om deciderede "lærebogskampe" i Korning Sogn 1812-1820 og i Øster Snede Sogn 1830-1847 i forbindelse med de gudelige vækkelser. Et resultat af striden blev, at man fra 1839 tillod De Stærke Jyder selv at sørge for undervisningen af deres børn. I årene herefter blev der oprettet flere friskoler på denne baggrund.